# مغامرة الرجل الزاحف
مغامرة الرجل الزاحف (بالإنجليزية: The Adventure of the Creeping Man)‏ واحدة من 56 قصة قصيرة لشيرلوك هولمز من تأليف السير آرثر كونان دويل. واحدة من 12 في سلسلة كتاب قضايا شرلوك هولمز. نشرت القصة أول مرة بشكل منفرد في 1923 في مجلة الستراند.

## الترجمة العربية
مغامرة الرجل الزاحف، مؤسسة هنداوي، ترجمة الزهراء سامي ومراجعة نيرة محمد صبري.